# Barka Wardougou
Barka Wardougou (nascido por volta de 1956 e falecido em 26 de julho de 2016 em Dubai, Emirados Árabes Unidos) é um senhor da guerra toubou.

## Biografia
Um membro toubou do clã Teda, Barka Wardougou foi por um tempo um oficial do exército líbio.
Na década de 1990, pegou em armas no Níger à frente de um movimento rebelde, as Forças Armadas Revolucionárias do Saara, apoiadas pela Líbia de Muammar Gaddafi. O movimento depôs as armas em 1997 e assinou o Acordo de Argel. Em 2008, Barka Wardougou aproximou-se dos rebeldes tuaregues do Movimento dos Nigerinos pela Justiça (MNJ).
Retornou à Líbia e participou em 2011 da Primeira Guerra Civil Líbia contra Gaddafi e ao lado do Conselho Nacional de Transição (CNT) à frente de dois grupos toubous, o "batalhão do escudo do deserto" e a brigada dos Mártires de Umm al-Aranib. Foi considerado o primeiro a pegar em armas contra Gaddafi em Fezzan, em junho de 2011. Em 19 de agosto, o "batalhão do escudo do deserto" capturou Mourzouq. Ele então assumiu o controle da base aérea de Waw an Namus e, em 25 de agosto, de Al-Wigh  no comando dos dois grupos toubous. Em seguida, chefia o conselho militar de Mourzouq. 
Em 2012, desempenhou um papel fundamental nas negociações de paz entre os combatentes toubous e Oulad Souleymane em Sebha e, no final daquele ano, entre as milícias combatentes toubous e zuwayyas em Kufra.
Sofrendo de câncer de estômago, começou a receber tratamento no final de 2014 ou início de 2015 e fez várias viagens de ida e volta entre Dubai e a Líbia. No início de 2016, deixou a Líbia definitivamente. Após seis meses no hospital de Dubai, Barka Wardougou morreu em 26 de julho de 2016 aos 60 anos.